# Jean Vallée (chanteur)
 (septembre 2020).
Si vous disposez d'ouvrages ou d'articles de référence ou si vous connaissez des sites web de qualité traitant du thème abordé ici, merci de compléter l'article en donnant les références utiles à sa vérifiabilité et en les liant à la section « Notes et références ».
Pour les articles homonymes, voir Jean Vallée et Vallée (homonymie).
Paul Goeders connu sous le nom de scène Jean Vallée, né le 2 octobre 1939 à Verviers et mort le 12 mars 2014 à Clermont-sur-Berwinne, est un auteur-compositeur-interprète belge.

## Biographie
Paul Goeders nait en 1939, d'un père directeur d'une importante fabrique de tissus de la région de Verviers, à l'est de la Belgique. Il y vivra ses 30 premières années.
Il meurt le 12 mars 2014 des suites d'un cancer.

### Concours musicaux
En 1966, il gagne le prix de la chanson française à Spa avec Sur les quais.
En 1966, il participe à la Coupe d'Europe du tour de chant de Knokke-Heist.
En 1967, il représente la Belgique au Festival de Rio dans lequel Jacques Brel fait partie du jury.
Le 3 février 1970, il est choisi face à 5 concurrents, lors de la finale de la sélection nationale belge pour représenter la Belgique au Concours Eurovision de la chanson avec le titre Viens l’oublier (qu'il a écrit et composé). Le 21 mars 1970 à Amsterdam, au terme de la cérémonie du Concours Eurovision, il se classe 8e sur 12 pays.
Le 8 février 1978, il gagne pour la seconde fois la sélection nationale belge pour le Concours Eurovision de la chanson devant 7 concurrents. Il participe donc au Concours Eurovision de la chanson qui se déroule au Palais des congrès de Paris, le 22 avril et retransmis en direct sur TF1. Avec sa chanson qu'il a écrite et composée, L'amour ça fait chanter la vie, il se classe deuxième (sur 20 pays) derrière Izhar Cohen & The Alphabeta, gagnants pour Israël avec la chanson A-Ba-Ni-Bi, et devant le représentant de la France Joël Prévost et la ballade Il y aura toujours des violons.

### Représentations et spectacles
En 1969, il enregistre son premier album chez Philips. Juliette Gréco le choisit comme vedette américaine de son tour de chant.
À partir de 1976, Jean Vallée est à plusieurs reprises la vedette du célèbre cabaret parisien Le Don Camilo, où il se produit aux côtés de Jack Hammer du groupe The Platters, René-Louis Baron, Michel Leeb et de nombreux artistes. Il y restera 17 années, sur plusieurs périodes.
En 1979, il chante à Bobino avec Nicoletta.
En 1980, Robert Hossein lui demande d'interpréter le rôle de Javert dans la comédie musicale « Les Misérables ». Cinq cent mille spectateurs ont applaudi cette adaptation chantée de l'œuvre de Victor Hugo.
Après une tournée avec Annie Cordy de 1982 à 1985, il présente à la RTBF (Télévision belge) l'émission « La Bonne Étoile » en compagnie de Dany Saval. Il y recevra toutes les grandes personnalités du show business. Son concept novateur est basé sur la présentation en poésie des invités.
En 2000, il crée un spectacle de Noël intitulé « Rêves de Noël » joué dans les églises de Belgique.
En 2008, il présente un spectacle en hommage à son aîné et compatriote Jacques Brel.
En 2013, il est invité dans les shows de François Pirette : Les Gens d'en bas, aux côtés de Michel Drucker.

### Auteur-compositeur
Nana Mouskouri interprète, en 1971, une chanson écrite par Jean Vallée, La Vague.
En 1986, il écrit Non, Monsieur pour Michel Leeb qui chante ce titre à l'Olympia de Paris.
En 1993, il écrit et compose une chanson biographique pour les soixante ans de Jean-Paul Belmondo qu'il interprète devant le « tout Paris ».

### Récompenses et distinctions
- En 1999, Jean Vallée est fait chevalier de l'ordre de la Couronne par S. M. Albert II.
- En 2002, l'Organisation internationale de la francophonie le fait « Chevalier de l'ordre de la Pléiade ».

## Discographie[5]
| - 1969 : Dites-moi non - 1969 : Viens l'oublier - 1973 : Jean Vallée - 1975 : Entre nous - 1977 : Divine - 1978 : L'Amour ça fait chanter la vie (compilation) - 1981 : Amoureux encore une fois - 1989 : Fou d'amour - 1993 : Ses plus belles chansons (compilation) - 2001 : Airs de vie (produit par son ami Pierre Rion)[réf. nécessaire] - 2007 : Sur ma vie | - 1967 : Adieu - 1968 : Les fous d’amour - 1968 : N’auriez-vous pas un peu de temps - 1969 : Je te suivrai jusqu’à l’amour - 1970 : Viens l’oublier - 1971 : C’est bon de vivre - 1972 : Les enfants de l’erreur - 1973 : Le pour et le contre - 1973 : Vivre un jour ma vie sans toi - 1975 : Des mots simples - 1976 : La fille d’en face - 1978 : L’amour ça fait chanter la vie - 1979 : Arrive moi - 1979 : Je vais, je viens - 1980 : Je pars, je pars - 1981 : Un vieux singe dans un coin d’sa tête - 1982 : La bonne étoile - 1983 : M’oublie pas - 1984 : La grenouille - 1989 : Y’a des jours comme ci - 2001 : Je suis Belge (repris en 2005 par Annie Cordy pour les 175 ans de la Belgique sur la Grand-Place de Bruxelles) | - 1966 : 1re série : C’est la vie - 1966 : 2e série : Le grand Manitou - 1967 : 3e série : Adieu - 1967 : Arrêtez, arrêtez - 1967 : Belle Angèle |